# 형태 초점
형태 초점(focus on form, FonF) 교수법은 문법적 설명이나 기계적 연습을 사용해 학습자의 주의를 언어 형식으로 이끄는 것은 아니다. 형태 초점 교수법에는 과제 중심 교수법이 대표적이다. 형태 초점 교수법은 의미 초점(focus on meaning) 교수법과 대비된다. 의미 초점 교수법에서는 학습자를 제2 언어 목표 항목에 많이 접하게 하지만 학습자의 주의를 의미에서 언어 형식으로 연결시키지 않는다.

## 같이 보기
- 의미 초점

[[분류:언어 교육]